# Scott Ryan
Scott Michael Ryan (Brisbane, 12 de mayo de 1973) es un político australiano que se desempeñó como senador de Victoria de 2008 a 2021, en representación del Partido Liberal. Fue presidente del Senado desde 2017, hasta 2021.

## Biografía
Ryan nació el 12 de mayo de 1973 en Brisbane, Queensland. Creció en Essendon, Victoria. Se graduó de la Universidad de Melbourne, como licenciado en artes. Mientras estaba en la universidad, se desempeñó como presidente del Club Liberal de la Universidad de Melbourne y fue miembro de la Federación de Estudiantes Liberales de Australia, donde es miembro vitalicio.
Ryan fue tutor de ciencias políticas en la Universidad de Melbourne de 1998 a 1999. Luego trabajó como redactor de discursos. De 2002 a 2007 trabajó en asuntos corporativos para la compañía farmacéutica GlaxoSmithKline y fue investigador en el Instituto de Asuntos Públicos de 2007 a 2008.

## Carrera política

### Senador
Ryan fue miembro ejecutivo del Estado de Victoria del Partido Liberal, ocupando el cargo de vicepresidente. Fue elegido senador en las elecciones federales de 2007 y fue reelegido para un segundo mandato en las elecciones de 2013.

### Ministro del Gobierno
Después de las elecciones federales de 2013 que resultaron en la formación del gobierno de Tony Abbott, Ryan fue nombrado Secretario Parlamentario del Ministro de Educación; luego se expandió como Secretario Parlamentario del Ministro de Educación y Capacitación. Ryan se desempeñó como Ministro de Educación y Habilidades Vocacionales luego de una reorganización en el gobierno de Malcolm Turnbull, entre febrero y julio de 2016. Luego fue nombrado Ministro Especial de Estado y adquirió responsabilidades adicionales como Ministro de Asistencia al Primer Ministro.
Ryan tomó una licencia prolongada por razones médicas en julio de 2017, luego de una enfermedad que requirió admisión a cuidados intensivos.

### Presidente del Senado
El 13 de noviembre de 2017, Ryan fue elegido presidente del Senado, con 53 votos a favor y 11 en contra. Renunció a sus cargos ministeriales para ocupar el cargo.
Ryan declaró que continuaría en el partido Liberal durante su presidencia. Tras las elecciones de 2019, fue reelegido para la presidencia el 2 de julio de 2019.
En marzo de 2020, Ryan anunció que no se presentaría a la reelección como senador del parlamento en las próximas elecciones federales, citando su falta de voluntad para cumplir otro mandato de seis años y que "la renovación constante es esencial para todos los partidos políticos". Inicialmente se comprometió a permanecer como presidente hasta el final de su mandato en el Senado en 2022, pero renunció oficialmente el 13 de octubre de 2021.